# Notalina brasiliana
Notalina brasiliana là một loài Trichoptera trong họ Leptoceridae. Chúng phân bố ở vùng Tân nhiệt đới.